# Fort Tamentfoust
Le bordj de Tamentfoust est un fort qui date de l'époque de la régence d'Alger.

## Historique
Le fort a été construit en 1661 par Ramdhan Agha sous le règne d'Ismaïl Pacha et a subi des réaménagements à l'époque de Mezzo Morto à la suite des bombardements de Duquesne en 1682 et 1683. La plupart des matériaux utilisés ont été extraits des vestiges de la ville antique.
Le canon de ce fort annonçait aux Algériens l'arrivée du nouveau pacha nommé par la Porte.
Ce fut dans une anse voisine que Charles Quint rembarqua son armée sur les débris de sa flotte.
Le bordj de Tamentfoust, ancien lazaret et ancien fort de la Régence d'Alger, a vu, le 23 juillet 1830 se tenir l'assemblée des chefs et marabouts des différentes tribus berbères réunis pour contrer l'invasion française. La guerre et la résistance furent les seules réponses admises par tous.

## Le musée
En 1999, le fort a été transformé en musée. Il est constitué de trois salles :
- la première salle est consacrée à l’ère préhistorique, contenant plusieurs outils, dont de fines pointes de flèches de l’époque néolithique ;
- la deuxième salle est dédiée à l'époque antique où sont exposées des stèles votives dédiées au dieu Saturne et un sarcophage de l'époque romaine ;
- la troisième salle est consacrée à la période islamique, et qui abrite dans ses murs un tronçon de canalisations d’eau de l’époque ottomane[3].

## Architecture
Vu de l'extérieur, le bordj est de forme octogonale, uniquement en grand appareil, parallélépipédique. Ce qui en fait sa particularité car unique dans toute l'Afrique du Nord. 
La forteresse de l'époque ottomane est entourée d'un fossé de 3 m de profondeur; on y accède au sud-est par un pont levis, de 5 m de long sur 1,5 m de large, qui communique entre la poterne et la fin d'affaissement du fossé. La façade principale est dotée d'un oratoire. Les murailles du fort, de 9 m de hauteur, présentent tout le long de petites tours de milieu et d'angle couvertes composées d'archères ou de meurtrières. 
La terrasse est caractérisée par son large chemin de ronde.
À l'intérieur, le bordj se compose d'un rez-de-chaussée et d'une terrasse. Le vestibule ou sqifa, en labyrinthe, se termine par une cour centrale avec galerie en arcades sur laquelle s'ouvre; une cuisine, une salle de prière, une prison, un hammam et un dépôt d'armes. À droite du couloir, un escalier permet l'accès à la terrasse qui offre une vue panoramique sur le Cap et sur la baie d'Alger; 22 pièces de canon y étaient disposées.

## Galerie

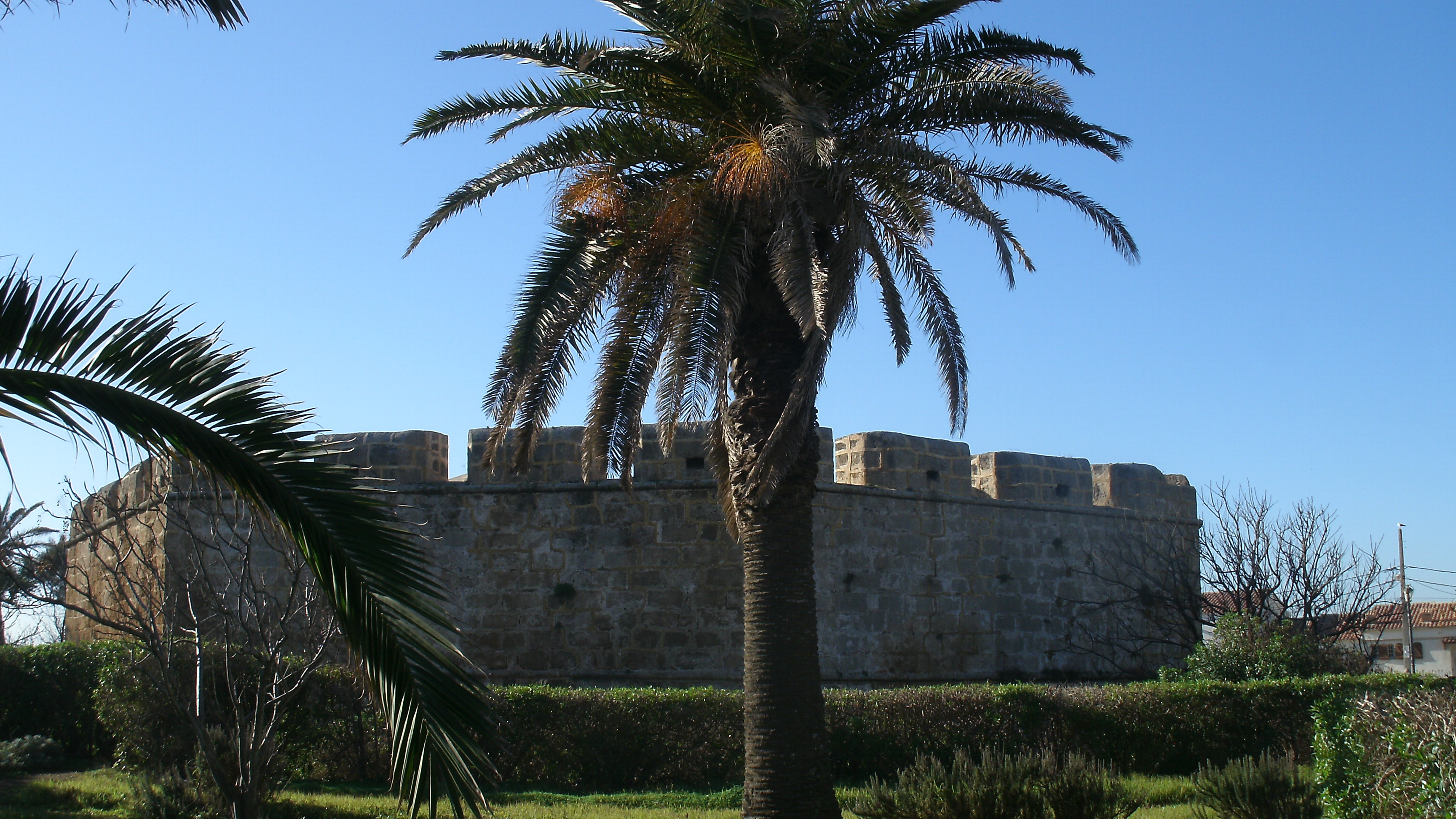
Le fort Ottoman de Tamentfoust
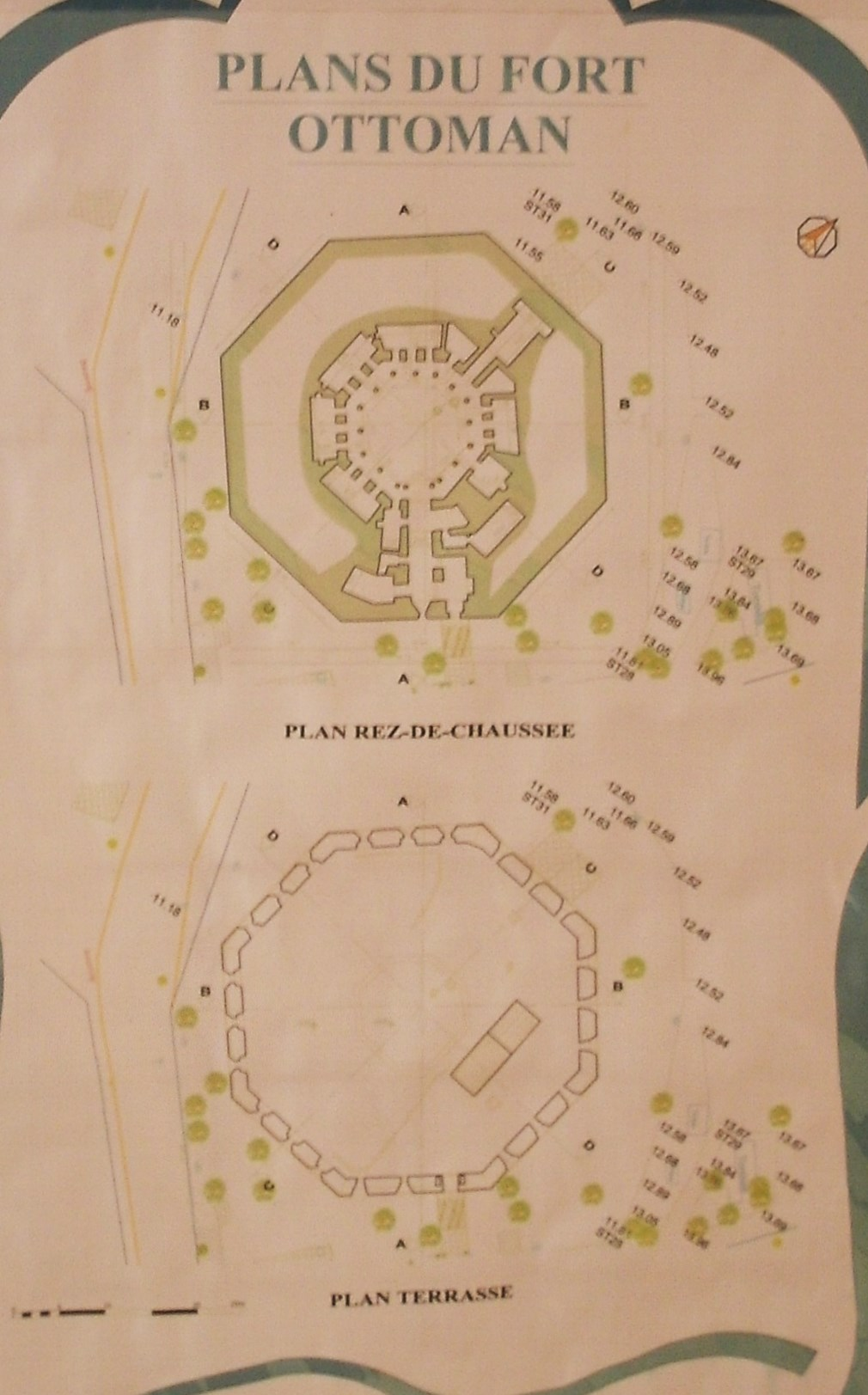
Plans du Bordj
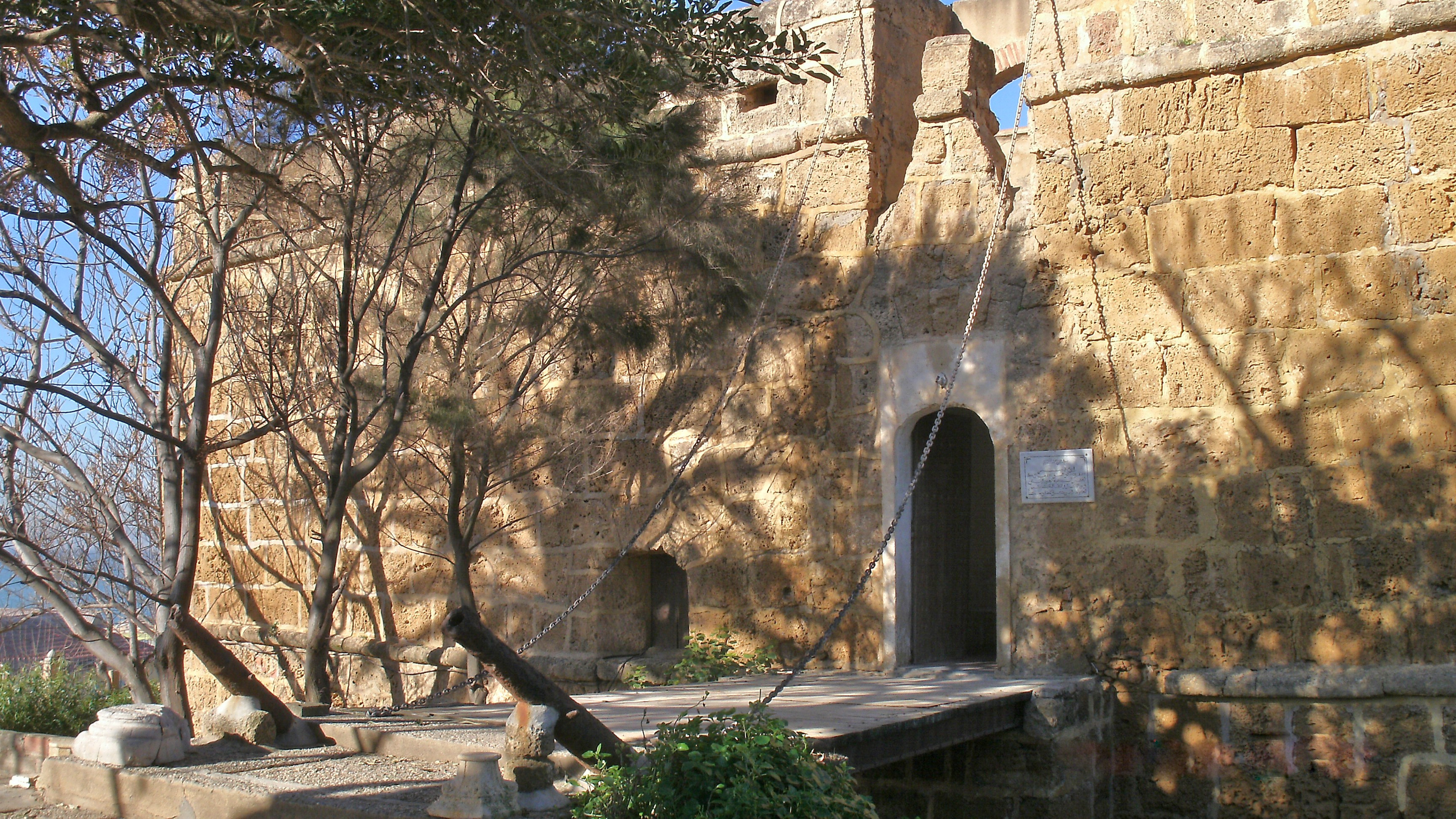
Entrée du bordj
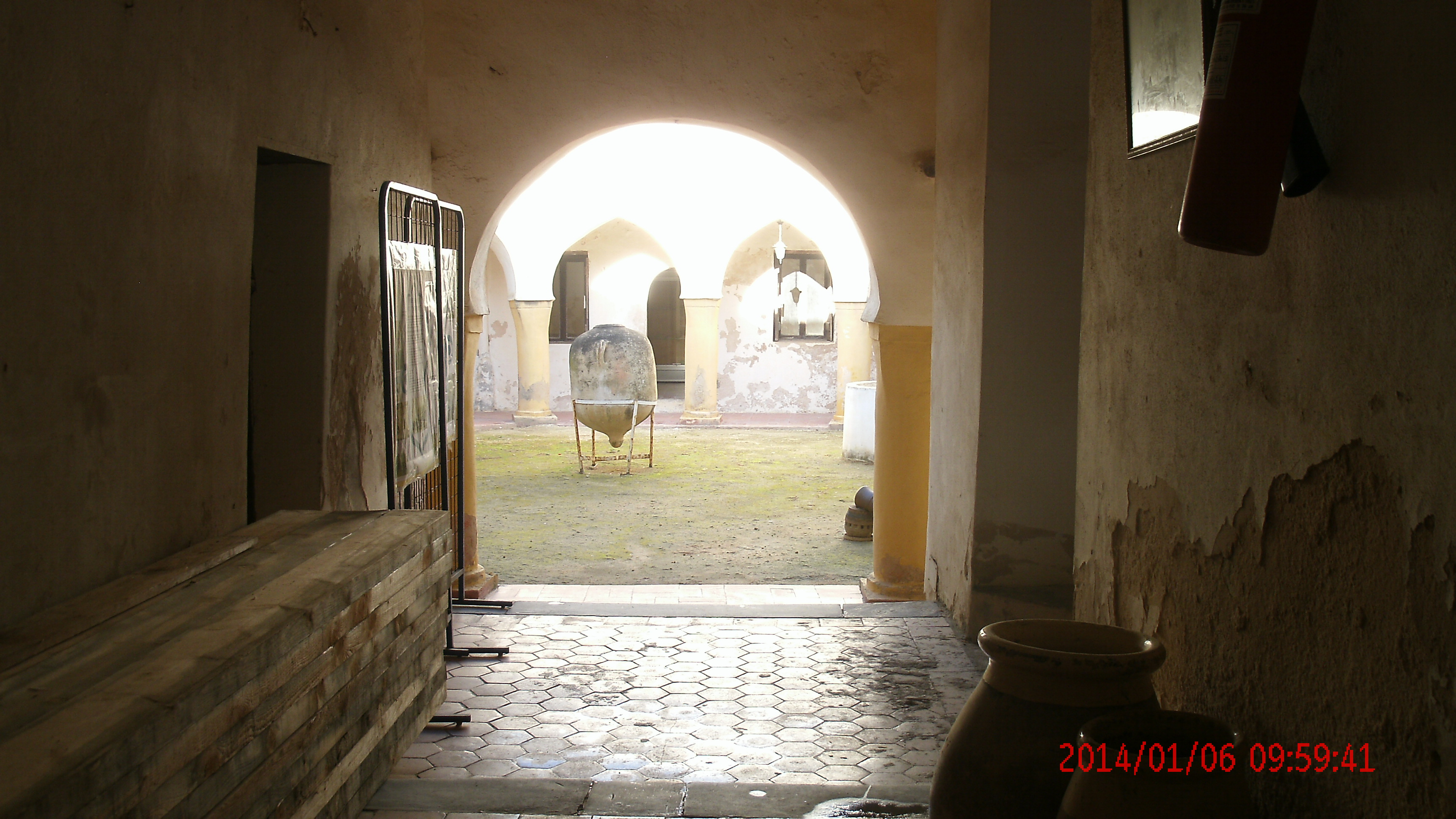
La sqifa
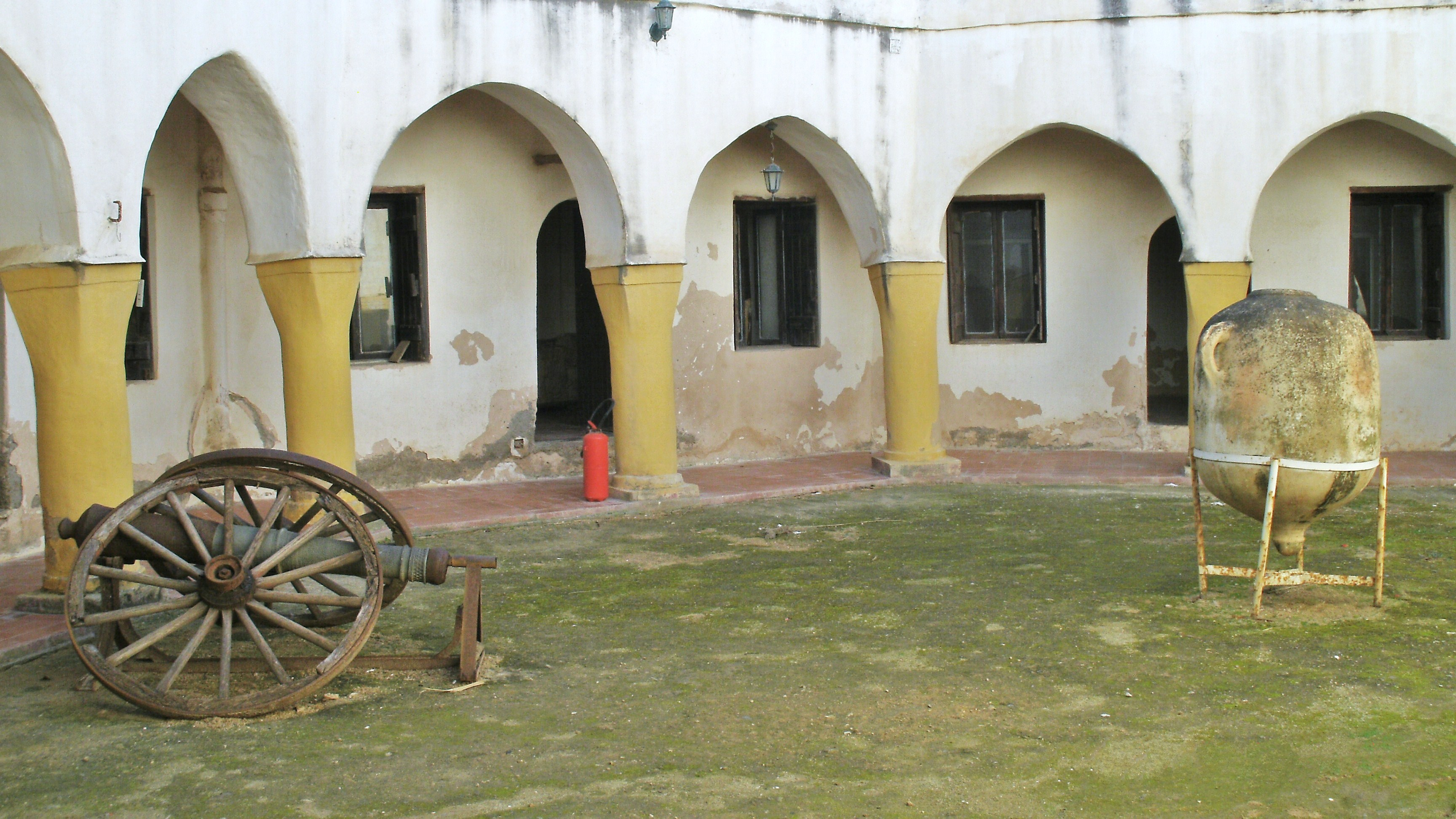
Cour du bordj
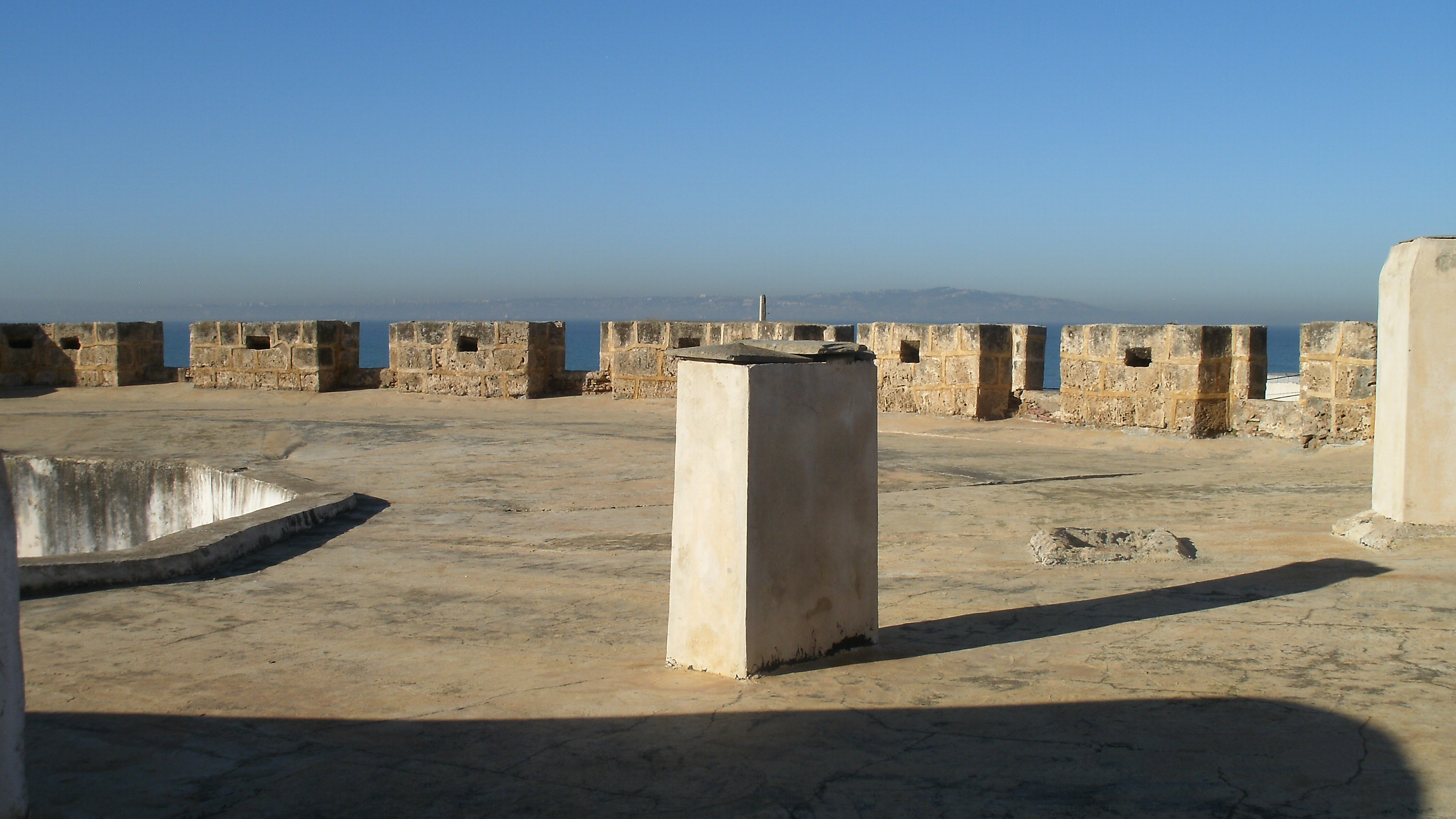
La terrasse du bordj. Alger en arrière-plan